# 神明社 (白石市)
神明社（しんめいしゃ）は、宮城県白石市にある神社。旧社格は郷社。

## 祭神
- 天照大御神（アマテラスオオミカミ）
- 伊達政宗
- 片倉景綱

## 歴史
当社は平安時代初期の807年（大同2年）、征夷大将軍・坂上田村麻呂の勧請が創始とされる。その後藤原秀衡、当社に南接する白石城を築いた蒲生氏郷、会津加増時に当地を治めた上杉景勝に庇護された。1600年（慶長5年）、白石城の戦いによって伊達政宗が城を奪取。1602年、その先鋒として活躍した片倉景綱が城主となり片倉家の崇敬社、同城の鎮守社となった。1871年（明治4年）、仙台藩廃藩に伴い衰微したが、1876年に村社に列した。1899年に起こった大火で社殿の大部分を消失し、翌年に白石城二の丸跡であった現在地に移転し本殿を再建、1906年には拝殿を造営する。1909年から1914年にかけて５つの神社を合祀。1927年（昭和2年）郷社となる。

## 現地情報
所在地
- 宮城県白石市益岡町1-17

交通アクセス
- 最寄駅：東北本線白石駅から徒歩15分
- 自動車：東北自動車道白石インターチェンジより車10分